# 拉蒙·格劳·圣马丁
拉蒙·格劳·圣马丁（Ramón Grau San Martin，1887年9月13日—1969年7月28日）古巴医生，曾两度出任古巴总统（1933－1934年、1944－1948年）。

## 青年
他的父亲是一名富裕的烟草种植者，希望他能继续他的脚步，但格劳一心想当医生，他就读于哈瓦那大学，1908年毕业获医学博士学位。他当时居住在欧洲，以扩充他的医学知识，1921年返回古巴后被哈瓦那大学聘为生理学教授。

## 激进主义与1933年革命
在1920年他曾参与学生抗议当时的总统赫拉尔·马查多，1931年被判入狱。在释放后他流亡到美国。虽然他最初就任总统，陆军参谋长富尔亨西奥·巴蒂斯塔掌权，他最终被边缘化，巴蒂斯塔迫使格劳于1934年辞职，同年格劳创立真正党(Partido Auténtico.)

## 1940年宪法
格劳通过1940年古巴宪法，他担任许多宪法公约主审官。1940年格劳在总统大选中败给巴蒂斯塔，大部分独立观察家当时认为1940年的选举是自由和公正的。

## 1944年大选
1944年格劳再次出任总统至1948年，尽管他最初受欢迎，但政府被指貪污腐败，古巴人开始不再信任他。离任后格劳几乎退出公众生活，1952年他反对巴蒂斯塔政变，其後格劳角逐总统，在巴蒂斯塔后勸退後退出，只是在每次选举之前声称政府欺诈。之后1959年古巴革命，格劳退休，1969年7月28日死于哈瓦那。
| 前任： 格拉多·马查多       | 古巴总统 1933年9月10日—1934年1月15日   | 繼任： 卡洛斯·埃维亚 |
| 前任： 富尔亨西奥·巴蒂斯塔 | 古巴总统 1944年10月10日—1948年10月10日 | 繼任： 卡洛斯·普里奥 |